# Le hôi

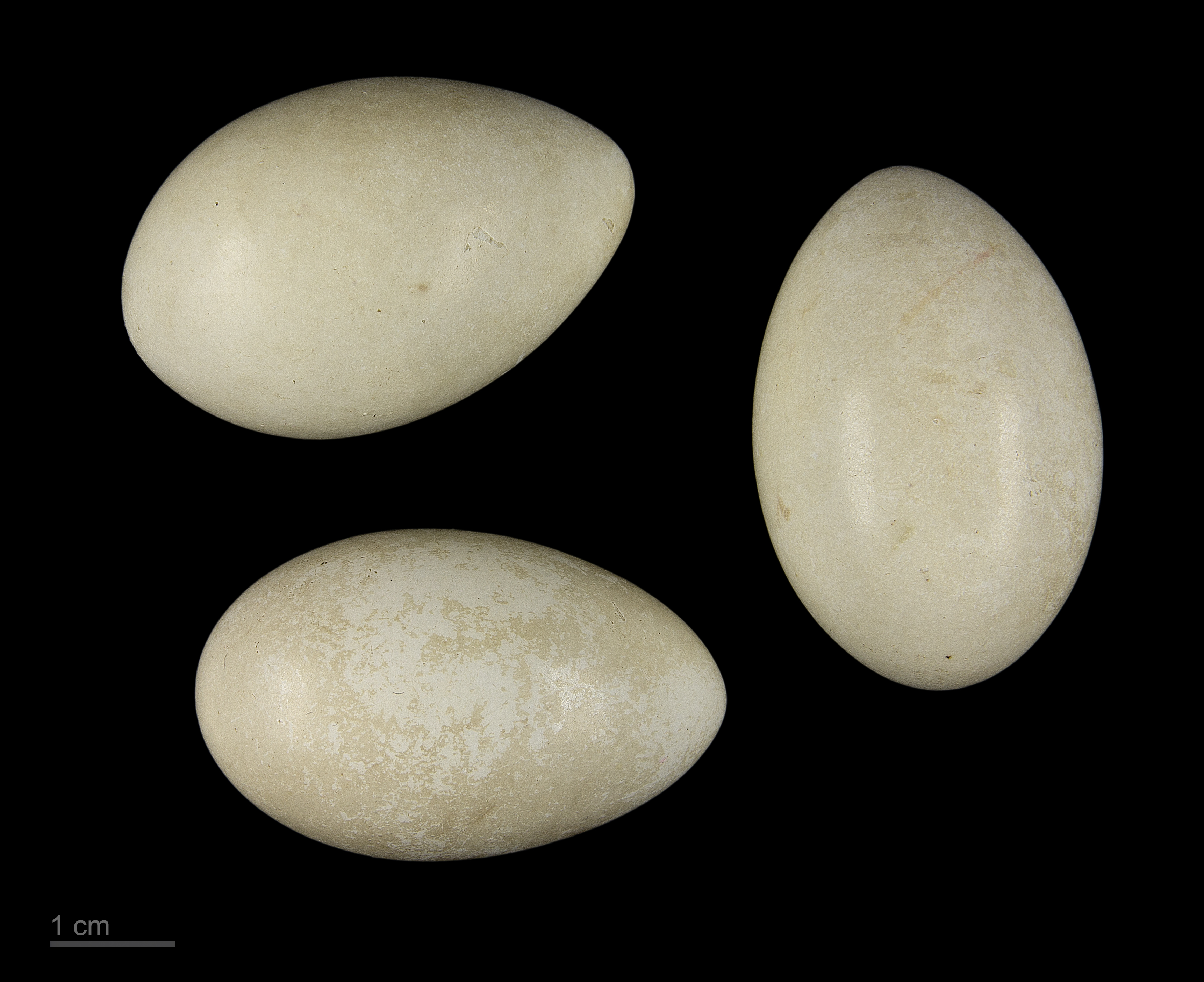
Tachybaptus ruficollis

Le hôi (danh pháp hai phần: Tachybaptus ruficollis), là một loài chim thuộc họ Chim lặn. Chúng có chiều dài 23–29 cm. Đây là thành viên nhỏ nhất châu Âu của họ Chim lặn. Chúng thường được tìm thấy ở các khu vực nước mở ở phần lớn khu địa bàn phân bố.
|  |
|  |

## Phân loài
- Tachybaptus ruficollis capensis
- Tachybaptus ruficollis collaris
- Tachybaptus ruficollis cotabato
- Tachybaptus ruficollis iraquensis
- Tachybaptus ruficollis kunikyonis
- Tachybaptus ruficollis philippensis
- Tachybaptus ruficollis poggei
- Tachybaptus ruficollis ruficollis
- Tachybaptus ruficollis tricolor
- Tachybaptus ruficollis vulcanorum